# 田中千佳
田中 千佳（たなか ちか、1987年3月25日 - ）は、フリーアナウンサー。

## 略歴
愛媛県松山市出身。大学卒業後、一般企業の社員を経て2010年4月にFMとやまにアナウンサーとして入社。2011年からは自身の担当番組を通じて、日本赤十字社の献血キャンペーンの参加や大学のオープンキャンパス（特に金沢星稜大学）のリポートも担当していた。2014年3月末日で退社。
FMとやま退社後は愛媛県に帰郷し、フリーアナウンサーとして活動。2014年10月から2015年9月の約1年間、南海放送ラジオを中心にパーソナリティおよびレポーターとして出演していた。
2015年10月からは拠点を三重県に移し、レディオキューブ　エフエム三重を中心に活動している。

## 過去の担当番組
レディオキューブ　エフエム三重
- おかげさまAction！ 〜住むひとも、来たひとも〜（金曜日、2015年8月 - 2016年1月）

南海放送ラジオ
- 江刺伯洋のおかげサンデー（日曜日、2014年10月 - 2015年3月）
- GROOVIN' SUNDAY（日曜日、2015年4月 - 2015年9月）

FMとやま
- IN THE MORNING（木曜・金曜日、2011年4月 - 2014年3月）
- RADIO JAM（月曜・火曜日、2011年4月 - 2014年3月）
- FMとやまニュース（不定期）